# Андроновська культура

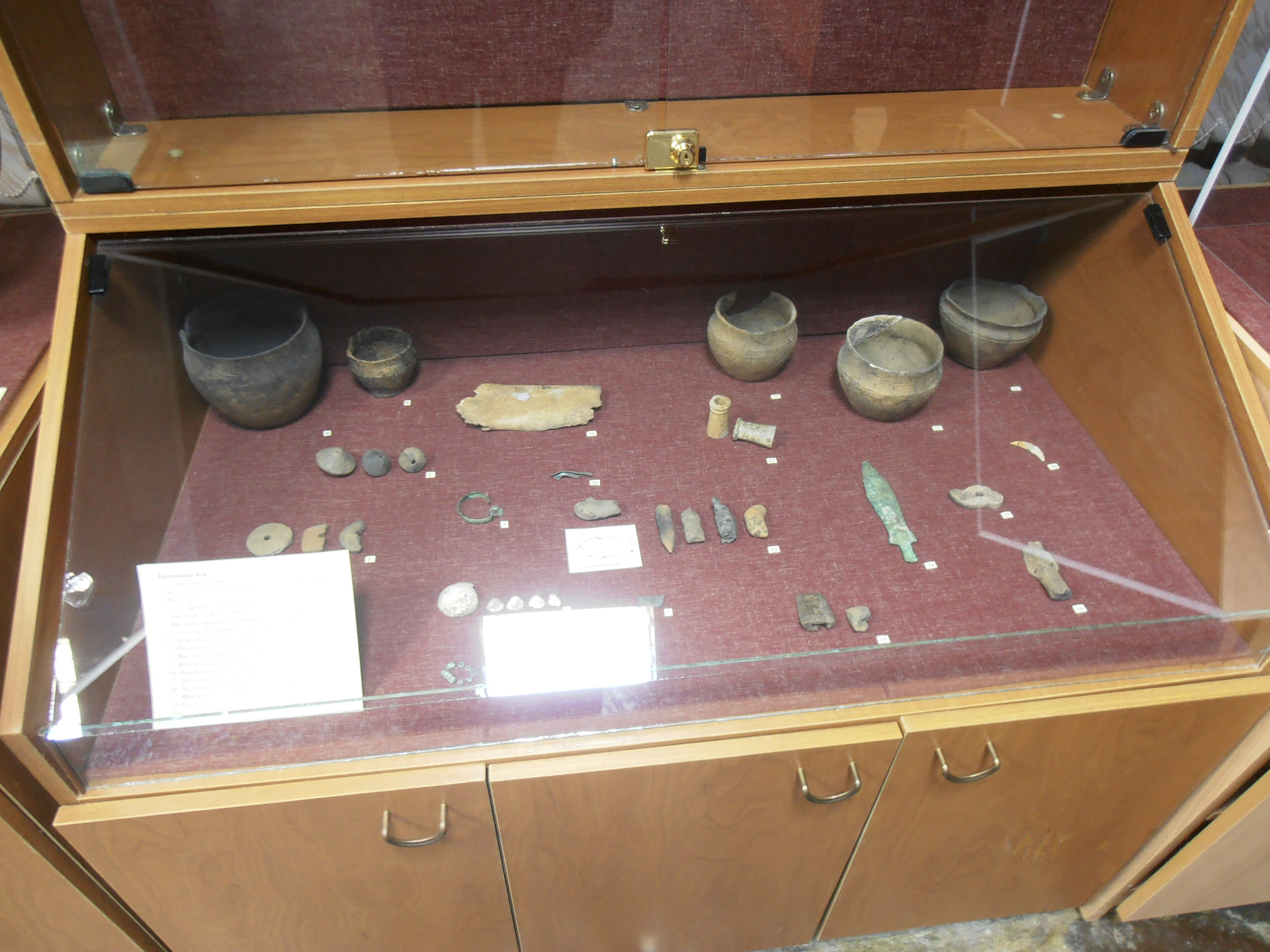
Вироби Андроновської культури

Андро́новська культу́ра — сукупність схожих місцевих культур пізньої бронзи, що датуються 2000-1150 рр. до н. е.
, 
що охоплювали територію від Південного Уралу до верхів'їв Єнісею в центральному Сибіру. 

Деякі дослідники вважають за краще називати її археологічним комплексом або археологічним горизонтом. 

Дещо давніша Синташтинська культура (бл. 2200-1900 рр. до н. е.), яку раніше зараховували до андронівської культури, тепер розглядають окремо від ранньоандроновської

Перший етап андронівської культури міг розпочатися наприкінці III тис до н. е. з випасу худоби, оскільки на пасовищах, розташованих поблизу осель, було неважко знайти природні корми

Більшість дослідників пов'язують андронівський горизонт з ранніми індоіранськими мовами, хоча він міг перекривати ранньоураломовний ареал на його північній околиці та єнісейськомовний ареал на його східній околиці.

Allentoft et al. (2015) 
на основі своїх генетичних досліджень дійшли висновку, що андронівська культура і попередня Синташтинська культура мають бути частково похідними від культури шнурової кераміки, зважаючи на велику частку предків, які відповідають раннім землеробам Європи, подібно до домішок, знайдених у геномах популяціях шнурової кераміки
. 

## Відкриття
Назва походить від села Андроново в Ужурському районі Красноярського краю, Сибір, де російський зоолог Аркадій Тугаринов виявив його перші рештки в 1914 році. 
Було виявлено кілька могил зі скорченими скелетами, похованими разом з багато прикрашеним глиняним посудом. 
Андронівська культура була вперше ідентифікована російським археологом Сергієм Теплоуховим в 1920-х роках 
.

## Датування та субкультури

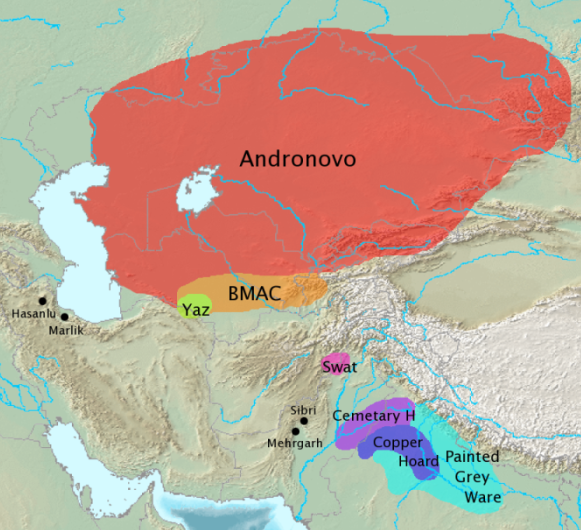
Археологічні культури, пов'язані з індоіранськими міграціями (згідно Енциклопедія індоєвропейської культури): Андронівська культура, культура BMAC та Язька культура часто асоціюються з індоіранськими міграціями. Гандхарська культура, культура цвинтаря H, культура мідних скарбів та культура сірої розмальованої кераміки є кандидатами на індоарійську міграцію в Південну Азію.

Саразмська культура (IV — III тис до н.е.) передує появі Андронівської степової культури на півдні Центральної Азії у II тис до н.е. 
.
Наразі лише дві субкультури розглядаються як частина андронівської культури:
- Алакульська (2000-1700 рр. до н. е.)[3] між Оксусом (сьогодні Амудар'я) та Джексартесом (сьогодні Сирдар'я), пустеля Кизилкум
- Федорівська (2000-1450 рр. до н. е.)[20][3] на півдні Сибіру (найдавніші свідчення кремації та культу вогню[en][21])

Раніше виділяли наступні субкультури як частину Андронівської культури:
- Східнофедорівська (1850-1350 до н. е.)[22] в горах Тянь-Шаню (Північно-Західний Сіньцзян, Китай), південно-східний Казахстан, східний Киргизстан
- Олексіївко-Саргарська (1450-1150 до н. е.)[23] "фінальна фаза бронзової доби" на сході Казахстану, контакти з Намазга-Тепе VI в Туркменії, Інгальська долина на півдні Тюменської області, на Тоболі.

Деякі автори ставлять під сумнів хронологію і модель поширення на схід через збільшення доказів більш ранньої присутності цих культурних особливостей у деяких районах сходу Центральної Азії
.

## Географічне поширення
Географічний ареал цієї культури дуже широкий і важко піддається точному визначенню. 
На своїх заході вона перетинається з приблизно одночасною, але відмінною Зрубною культурою у Волго-Уральському межиріччі. 
На сході вона сягає Мінусинської улоговини, а деякі пам'ятки сягають на захід до південного Уралу,
 
перетинаючись з ареалом більш ранньої Афанасіївської культури. 

Інші пам'ятки розкидані на півдні до Копет-Дагу (Туркменістан), Паміру (Таджикистан) і Тянь-Шаню (Киргизстан). 
Північна межа нечітко відповідає початку тайги.

Зовсім недавно були знайдені докази присутності культури в Сіньцзяні на крайньому заході Китаю, 

в основному зосереджені в районі, що включає Ташкурган, Ілі, Боро-Тала і Тачен.
У сточищі Волги взаємодія зі Зрубною культурою була найінтенсивнішою і найтривалішою, а кераміка Федорівського стилю знайдена на заході аж до Волгограда. 
Меллорі зазначає, що Тазабаг'ябська культура на південь від Андронівської може бути відгалуженням першої (або Зрубної), або ж результатом злиття степових культур і центральноазійських оазисних культур (бішкентська культура і вахшська культура)
. 

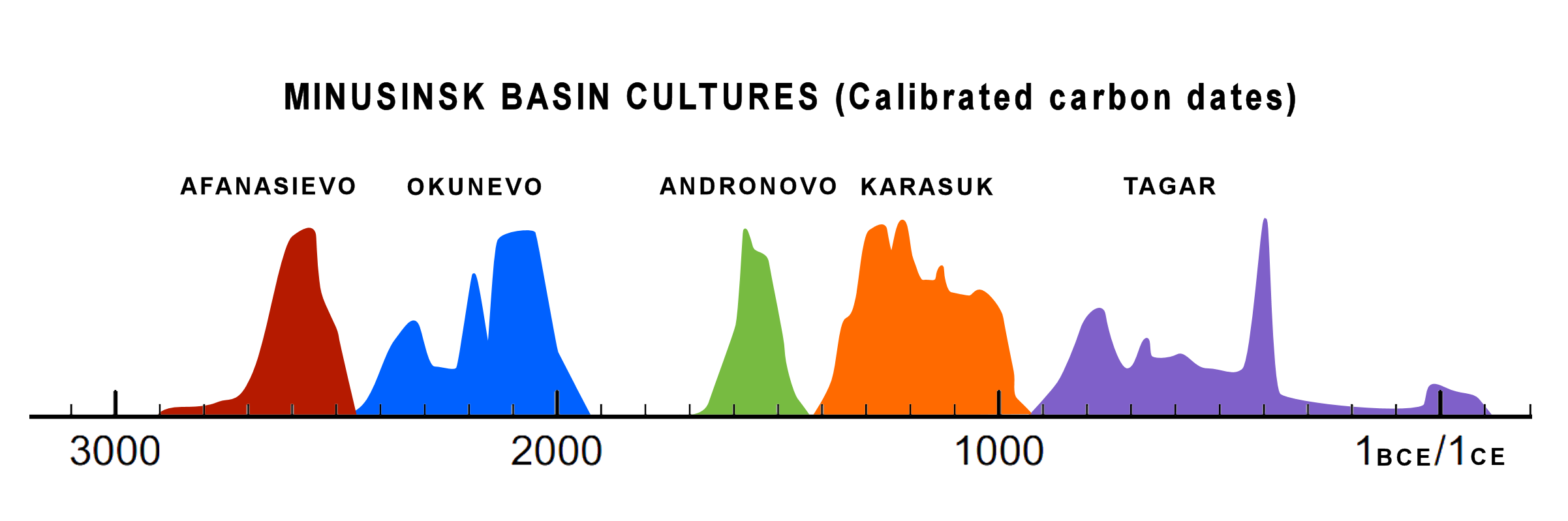
Датування культур Мінусинського басейну, на самому сході Андронівської культури (Сумарний розподіл ймовірностей для нових дат людських кісток, від Афанасіївської до Тагарської культури).

На початковому етапі Синташта-Петрівської культури,
Андронівська культура обмежується північними та західними степами південного Уралу-Казахстану.

З того часу, у ІІ тисячолітті, в Алакульській фазі (2000-1700 рр. до н. е.),
 
Федорівській фазі (1850-1450 рр. до н. е.)

та останній Олексіївській фазі (1400-1000 рр. до н. е.), Андронівська культура інтенсивно рухається на схід, розширюючись аж до Верхнього Єнісею, змінюючи неіндоєвропейську Окуневську культуру
.
У південному Сибіру та Казахстані на зміну андронівській культурі прийшла Карасуцька культура (1500-800 рр. до н. е.). 
На своїй західній межі вона приблизно відповідає Зрубній культурі, яка частково походить від Абашевської культури. Найдавніші історичні народи, пов'язані з цією територією, — кіммерійці та саки/скіфи, що з'являються в ассирійських записах після занепаду Олексіївської культури, мігруючи на територію сьогоденної України приблизно з IX ст. до н.е. (див. також Кам'яні баби), і через Кавказ до Анатолії та Ассирії наприкінці VIII ст. до н.е., і, можливо, також на захід до Європи як фракійці (див. Фрако-кіммерійці), і сигінни, розташовані Геродотом за Дунаєм, на північ від фракійців, а Страбоном біля Каспійського моря. 
І Геродот, і Страбон ідентифікують їх як іранців.

## Характеристики

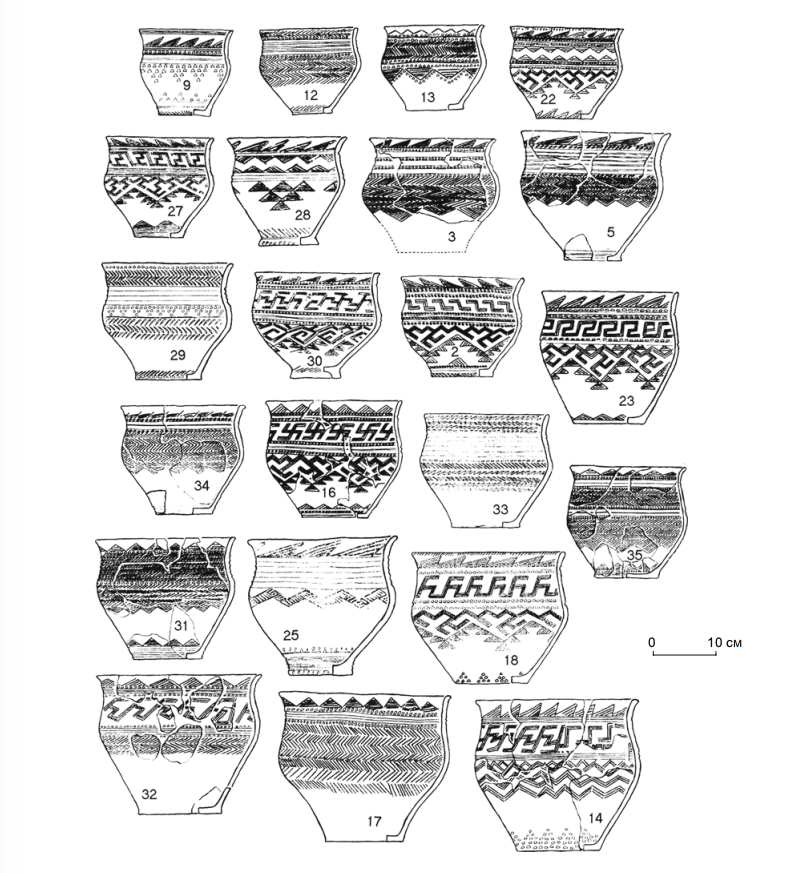
Андронівська кераміка

Андронівська культура мала як високомобільні громади, так і осілі поселення, з помітною концентрацією поселень у її центральноазійських регіонах. Укріплення мали рови, земляні вали, а також дерев'яні частоколи, яких було виявлено близько двадцяти. 
Андронівські поселення зазвичай містять від двох до двадцяти будинків, але були виявлені поселення, що містили до сотні будинків. 
Андронівські будинки, як правило, були побудовані з сосни, кедра або берези, і зазвичай вирівняні з видом на береги річок. 
Більші будинки мали площу від 80 до 300 м² і, ймовірно, належали великим сім'ям, що є типовою рисою для ранніх індоіранців
.
Сома, можливо, виникла в андронівській культурі
.

### Тваринництво, конярство та сільське господарство
Носії Андронівської культури мали велику рогату худобу, коней, овець, кіз і верблюдів
 . 
Домашня свиня помітно відсутня, що характерно для мобільної економіки. 
Відсоток великої рогатої худоби серед андронівських решток значно вищий, ніж серед їхніх західних зрубних сусідів
. 
Кінь був представлений на андронівських пам'ятках і використовувався як для верхової їзди, так і як тяглова сила
. 
За даними Journal of Archaeological Science, у липні 2020 року вчені Південноуральського державного університету дослідили рештки двох коней доби пізньої бронзи за допомогою радіовуглецевого датування з кургану 5 могильника Новоілінівський 2 у місті Лисаковськ Костанайської області. 
Дослідник Ігор Чечушков вказав, що андроновці вміли їздити верхи на кілька століть раніше, ніж багато дослідників припускали раніше. 
Серед досліджених коней жеребцю було майже 20 років, а кобилі — 18 років. 
На думку вчених, тварин ховали разом з людиною, яку вони супроводжували протягом усього життя, і використовували не лише в їжу, а й для запрягання в транспортні засоби та верхової їзди.
Сільське господарство не відігравало важливої ролі в економіці Андронівської культури
.

### Металургія

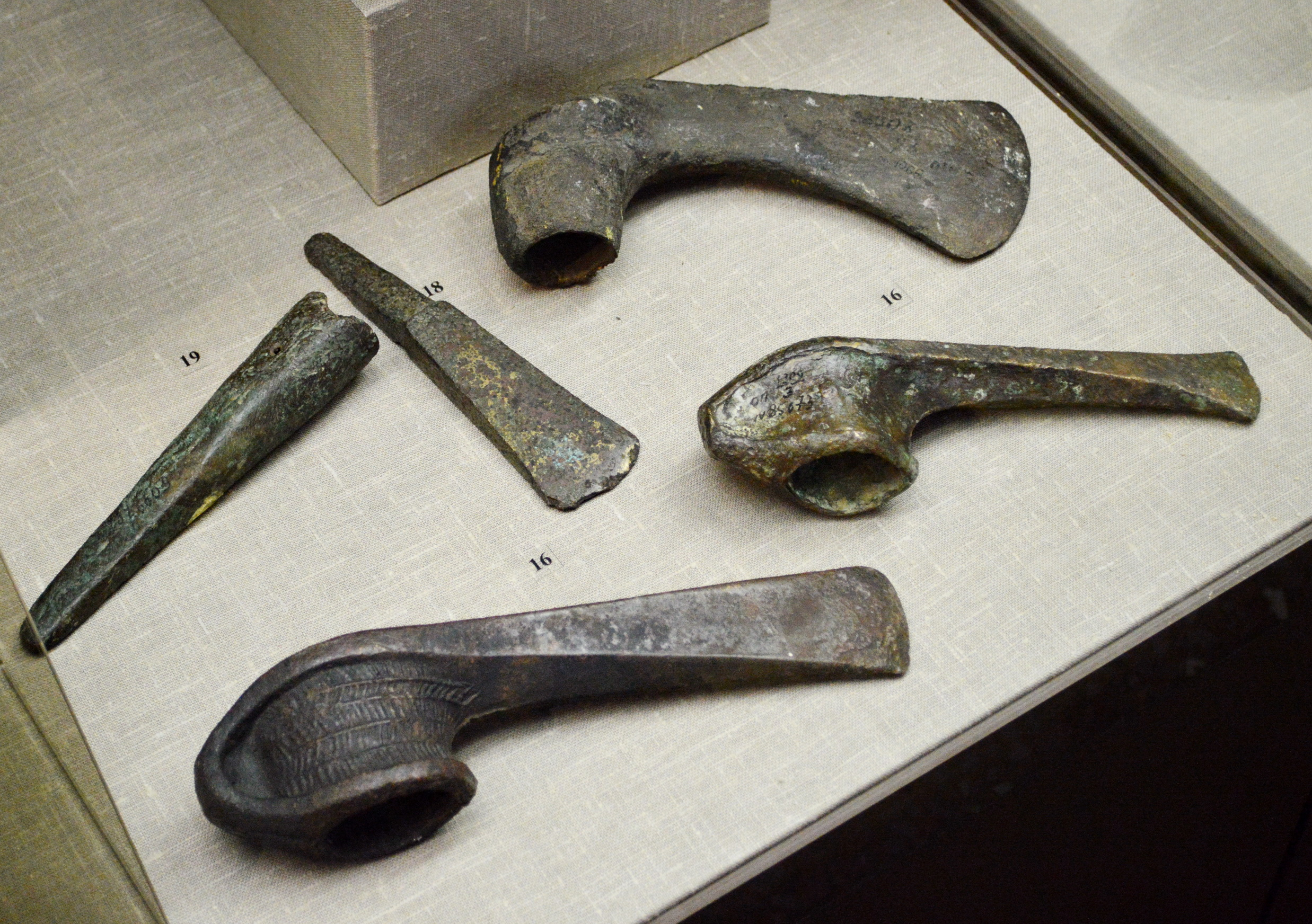
Андронівська сокира та ніж

Андронівська культура відзначається регіональним розвитком металургії
. 
Вони розробляли родовища мідної руди в горах Алтаю приблизно з XIV століття до н. е.
. 
Бронзові предмети були численними, і існували майстерні з обробки міді
.

### Гончарство
Однією з характеристик андронівської культури є її гончарство, особливо на стоянках, розташованих у Центральній Азії, деякі з них дуже близько до поселень Бактрійсько-Маргіанського археологічного комплексу на півдні. 
Цей керамічний посуд називається інкрустованим грубим посудом (ІГП), який виготовляється вручну і має колір від сірого до коричневого, а також інкрустований геометричним орнаментом
, 
поширений на більшій частині Євразійського регіону, від Південного Уралу до Кашгару — кераміки, виготовленої кочівниками пізньої бронзової доби
.

### Військова справа

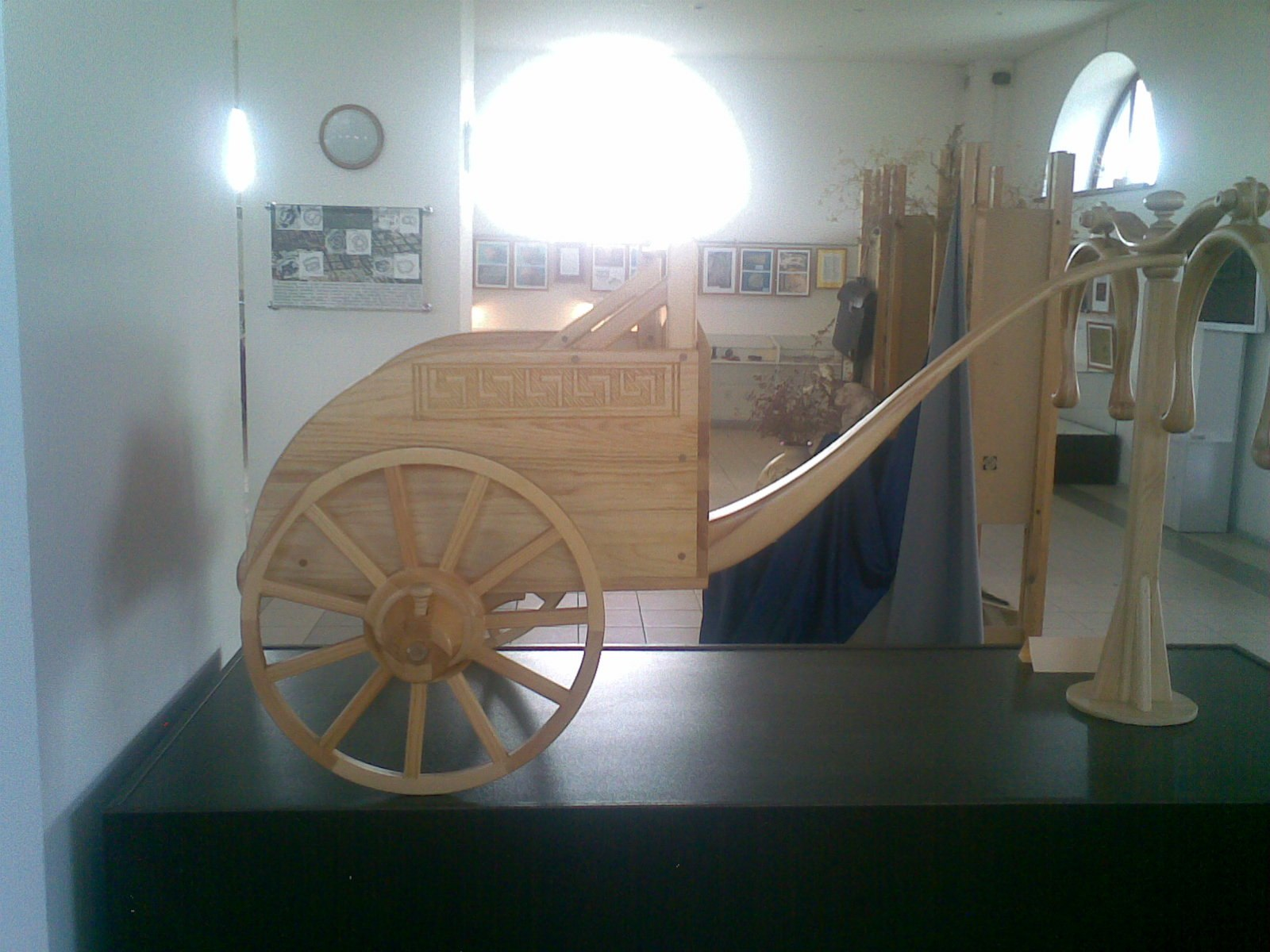
Модель колісниці, музей Аркаїма

"Ймовірно, що в могильнику Новоайлиновський-2 була похована військова еліта, влада якої базувалася на фізичному контролі над одноплемінниками та сусідами за допомогою навичок верхової їзди та ведення бою. Вершник має значну перевагу над піхотинцем. Може бути й інше пояснення: Ця еліта виконувала функцію посередника у вирішенні конфліктів всередині колективу, а отже, мала владу і високий соціальний статус. Метафорично таку еліту можна назвати шерифами бронзової доби" -- зазначив Ігор Чечушков
. 

### Поховання

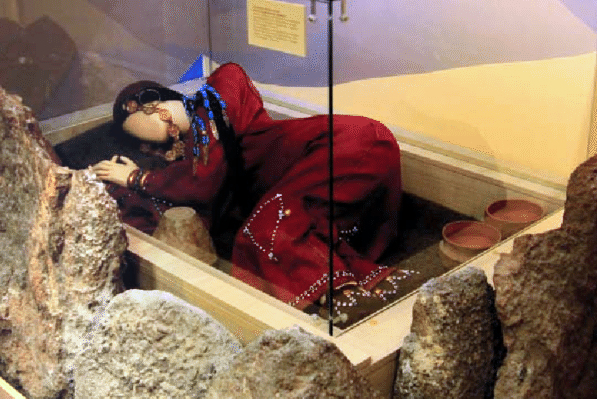
Реконструкція андронівського поховання. Лисаківський музей

Андронівських небіжчиків ховали в дерев'яних або кам'яних камерах під круглими та прямокутними курганами. 
Поховання супроводжувалися худобою, колісними транспортними засобами, щоками для коней, а також зброєю, керамікою та прикрасами. 
Серед найпомітніших решток — поховання колісниць, датовані приблизно 2000 роком до н.е., а можливо, і раніше. 
Колісниці знайдені з парними упряжками коней, а також виявлено ритуальне поховання коня в культі "голови і копит"
 . 
Деякі андронівські небіжчики були поховані парами — дорослі або дорослий і дитина
.
У Китманово в Росії між Монголією і Казахстаном, що датується 1746-1626 рр. до н. е., штам Yersinia pestis був витягнутий із зуба мертвої жінки в могилі, спільній для неї і двох дітей. 
.
Гени цього штаму експресують джгутик, який викликає імунну відповідь людини. 
Однак, на відміну від інших доісторичних бактерій Yersinia pestis, цей штам робить це слабко; пізніше історична чума взагалі не експресує флагелін, що пояснює її вірулентність. 
Таким чином, китманівський штам перебував у процесі селекції, щоб стати чумним 

(хоча він не був чумою).

Троє людей у тій могилі померли одночасно, і дослідник вважає, що саме ця парачума їх і вбила
.

## Етнолінгвістична приналежність до індоіранців

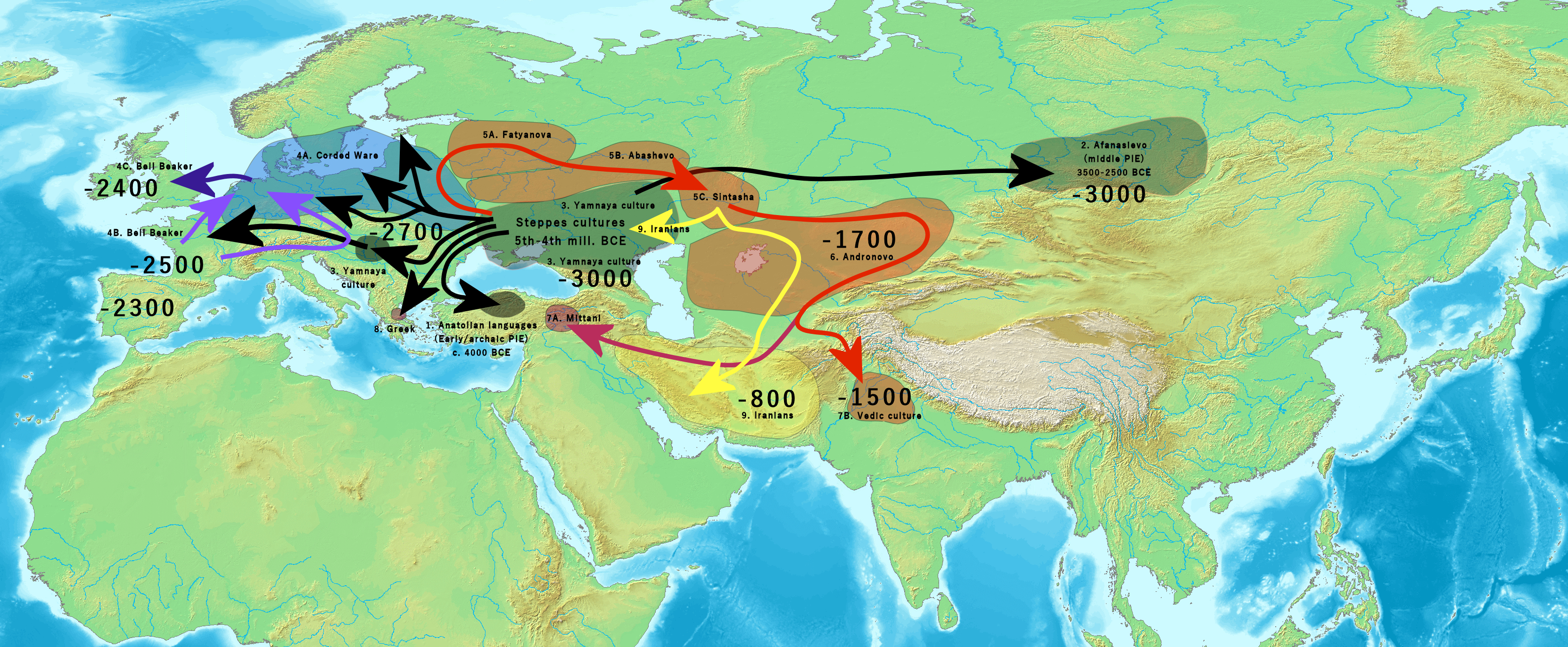
Ранні індоєвропейські міграції з Понтійського степу

Вчені майже одностайні в тому, що Андронівська культура була індоіранською
. 
Їй приписують винахід колісниці зі спицями близько 2000 р. до н. е.
, 
якщо ми включаємо Синташтинську культуру, де були знайдені найстаріші відомі колісниці. 

Зв'язок між андронівською культурою та індоіранцями підтверджується поширенням іранських топонімів по всьому андронівському горизонту та історичними свідченнями домінування різних іраномовних народів, включаючи саків (скіфів), сарматів та аланів, по всьому андронівському горизонту у І тис до н. е.
.
Городище Синташта у верхній течії річки Урал, відома своїми похованнями колісниць та курганами з похованнями коней, вважається типовою для Синташтинської культури, утворюючи одну з найраніших частин "андронівського горизонту"
. 
Припускають, що мова, якою розмовляли, все ще перебувала на протоіндоіранській стадії
.
Порівняння між археологічними знахідками Андронівської культури та текстовими свідченнями індоіранців (тобто Веди та Авеста) часто проводяться на підтримку індоіранської ідентичності Андронівської культури. 
 
Сучасні пояснення індоіранізації Великого Ірану та Індійського субконтиненту значною мірою спираються на припущення, що андронівці поширилися на південь до Центральної Азії або, принаймні, досягли мовного домінування в міських центрах бронзової доби регіону, таких як Бактрійсько-маргіанський археологічний комплекс (BMAC). 
Хоча ранні фази андронівської культури розглядаються як координати пізнього періоду індоіранської мовної єдності, цілком ймовірно, що в пізній період вони становили гілку іранців
. 
На думку Narasimhan et al. (2019), експансія андронівської культури в бік BMAC відбувалася через Внутрішньоазійський гірський коридор
. 
На думку Гіберта, розширення BMAC до Ірану та краю долини Інду є "найкращим кандидатом на археологічний корелят введення індоіранських мов до Ірану та Південної Азії",

попри відсутність характерних дерев'яних могил степу на Близькому Сході,

або на південь від регіону між Копет-Дагом та Паміром-Каракорумом. 

 
Меллорі визнає труднощі в обґрунтуванні експансії з Андронівських городищ на північ Індії, і що спроби пов'язати індоаріїв з такими пам'ятками, як Бешкентська і Вахшська культури, "лише приводять індоіранців до Центральної Азії, але не до місць проживання мідійців, персів чи індоаріїв". 
Він розробив модель Теорію культурних кіл, згідно з якою індоіранці перейняли культурні риси Бактрії-Маргіани, але зберегли свою мову та релігію під час переселення до Ірану та Індії
.
Базуючись на використанні колісниці індоаріями в Мітанні та ведичній Індії, її попередній відсутності на Близькому Сході та в Хараппській Індії, а також на її засвідченні в XVII-XVI ст. до н.е. на Андронівській стоянці в Синташті, Кузьміна (1994) стверджує, що колісниця підтверджує ідентифікацію Андроново як індоіранського поселення. 
Клейн (Klejn, 1974) та Брентес (Brentjes, 1981) вважають, що Андронівська культура з'явилася надто пізно для індоіранської ідентифікації, оскільки арії, що користуються колісницями, з'являються в Мітанні в XV ст. до н.е.. 
Однак 
Ентоні та Виноградов (1995) 
датували поховання з колісницею на Кривому озері приблизно 2000 роком до н.е.
.
Євген Гелімський припустив, що андронівці розмовляли окремою гілкою індоіранської мови. 
Він стверджував, що запозичення у фінно-угорських мовах підтверджують цю думку.

Володимир Напольських припустив, що запозичення у фінно-угорських мовах вказують на те, що мова була саме індоарійського типу.

Оскільки старіші форми індоіранських слів були запозичені в уральських та протоєнісейських мовах, не можна повністю виключити окупацію деякими іншими мовами (також втраченими), принаймні для частини Андронівського ареалу, тобто уральськими та єнісейськими мовами
.
Расмус Г. Бьорн (2022) описує мовну спадщину Андронівського культурного комплексу як "індоіранський діалектний континуум", з пізнішим розколом між іранською та індійською мовами. 
Рання іранська мова може бути пов'язана з пізніми етапами андронівського горизонту. 
Індоіранські запозичення через андронівський культурний комплекс можна знайти як у протоуральській, так і пізніше в прототюркській мовах, що свідчить про певні форми контактів поблизу Алтайських гір (зокрема, в Мінусинському басейні) та Монголії відповідно. 
Деякі запозичення, пов'язані з кінним скотарством, також зустрічаються в давньокитайській мові
.

## Фізичний вигляд

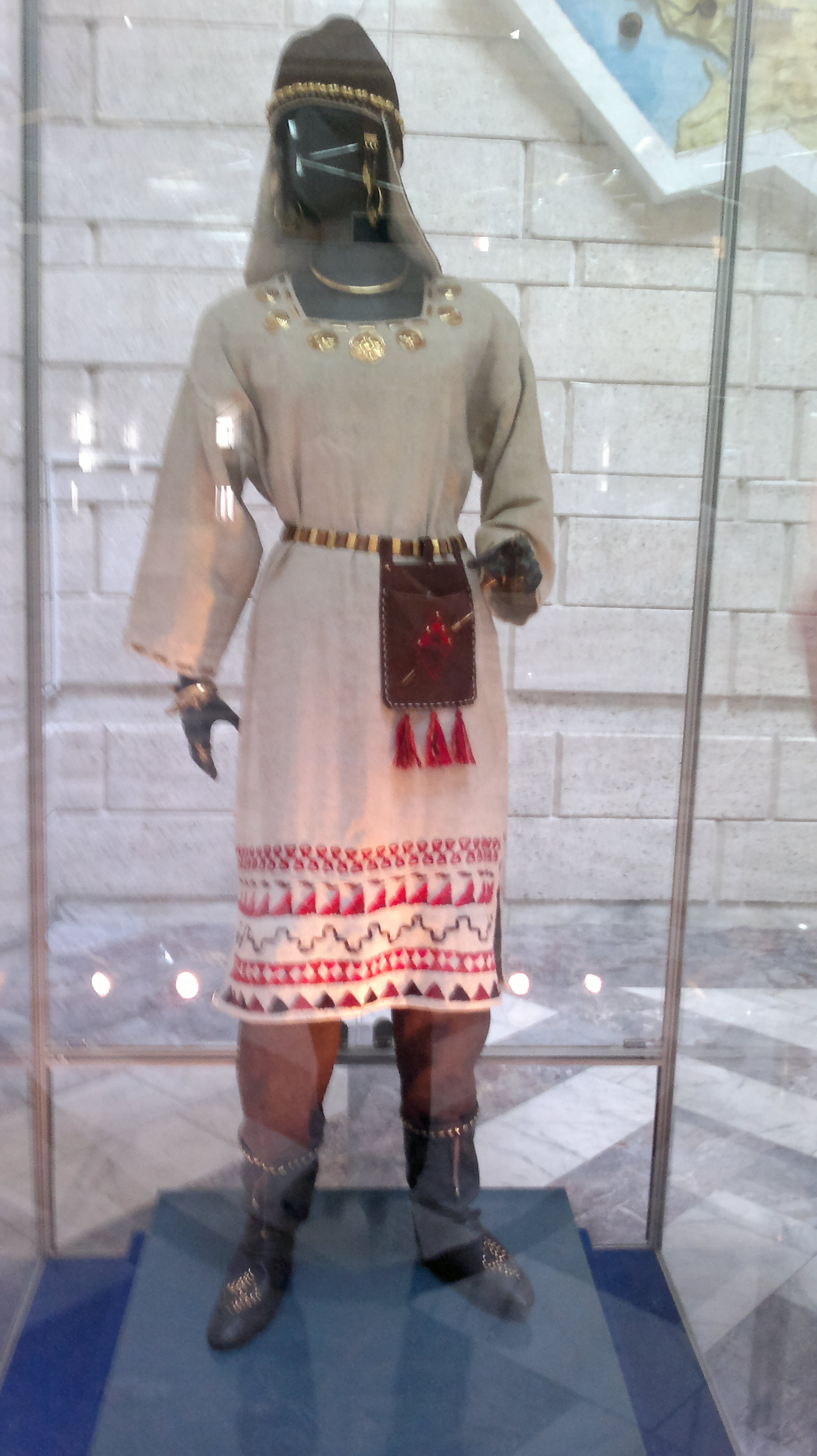
Жінка андронівської культури, реконструкція вбрання, Центральний Державний музей Республіки Казахстан

У дослідженнях середини 2000-х років археологи описують андронівців як таких, що мають риси черепа, подібні до давніх і сучасних європейських популяцій.

Черепи андронівців подібні до черепів носіїв зрубної та Синташтинської культури, демонструючи такі риси, як доліхокефалія.

Через іранські та індоарійські міграції цей фізичний тип поширився на південь і змішався з корінними народами, сприяючи формуванню сучасного населення Індії.
.

## Дослідження
Fox et al. (2004) встановили, що в період бронзової та залізної доби більшість населення Казахстану (частина Андронівської культури в період бронзово доби) була західноєвразійського походження (з такими гаплогрупами мтДНК, як U, H, HV, T, I і W), і що до XIII-VII ст. до н. е. всі казахстанські зразки належали до європейських ліній
.
Keyser et al. (2009) опублікували дослідження давніх сибірських культур, Андронівської, Карасуцької, Тагарської і Таштицької культури. 
Було досліджено десять індивідуумів з андронівського горизонту на півдні Сибіру з 1800 р. до н.е. до 1400 р. до н.е. 
Було визначено, що екстракти мтДНК дев'яти осіб представляють два зразки гаплогрупи U4 і поодинокі зразки Z1, T1, U2e, T4, H, K2b і U5a1. 
Екстракти Y-ДНК однієї особини були визначені як такі, що належать до гаплогрупи С (але не С3), тоді як два інших екстракти були визначені як такі, що належать до гаплогрупи R1a1a, яка, як вважається, знаменує собою міграцію ранніх індоєвропейців на схід. 
З досліджених осіб лише двоє (або 22%) мали азійське походження, тоді як семеро (або 78%) - європейське, причому більшість з них були світлошкірими, з переважно світлими очима і світлим волоссям
.

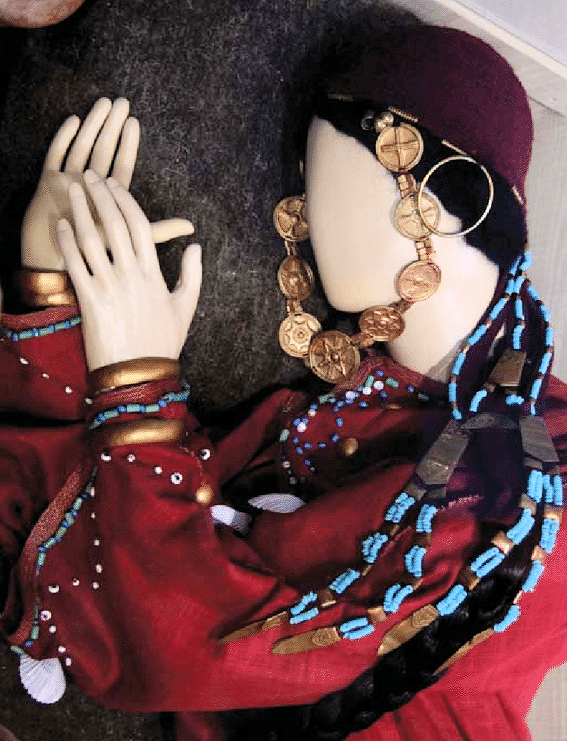
Андронівський костюм (реконструкція). Лисаківський музей історії та культури

У дослідженні, опублікованому в червні 2015 року в журналі Nature, було обстежено одного чоловіка та трьох жінок андронівської культури. Виділення Y-ДНК чоловіка визначило його приналежність до R1a1a1b. 
Витяжки мтДНК були визначені як два зразки U4 і два зразки U2e.

Було встановлено, що люди андронівської культури тісно генетично пов'язані з попередньою Cинташтинською культурою, яка, в свою чергу, була тісно генетично пов'язана з культурою шнурової кераміки, що дозволяє припустити, що Синташтинська культура представляла собою експансію на схід народів шнурової кераміки. 
Народи культури шнурової кераміки, в свою чергу, виявилися тісно генетично пов'язаними з культурою дзвоноподібних келихів, Унетицькою культурою і, особливо, з народами північної бронзової доби. 
Виявлено численні культурні подібності між синташтинською/андронівською культурою, північною бронзовою добою та народами Рігведи
.

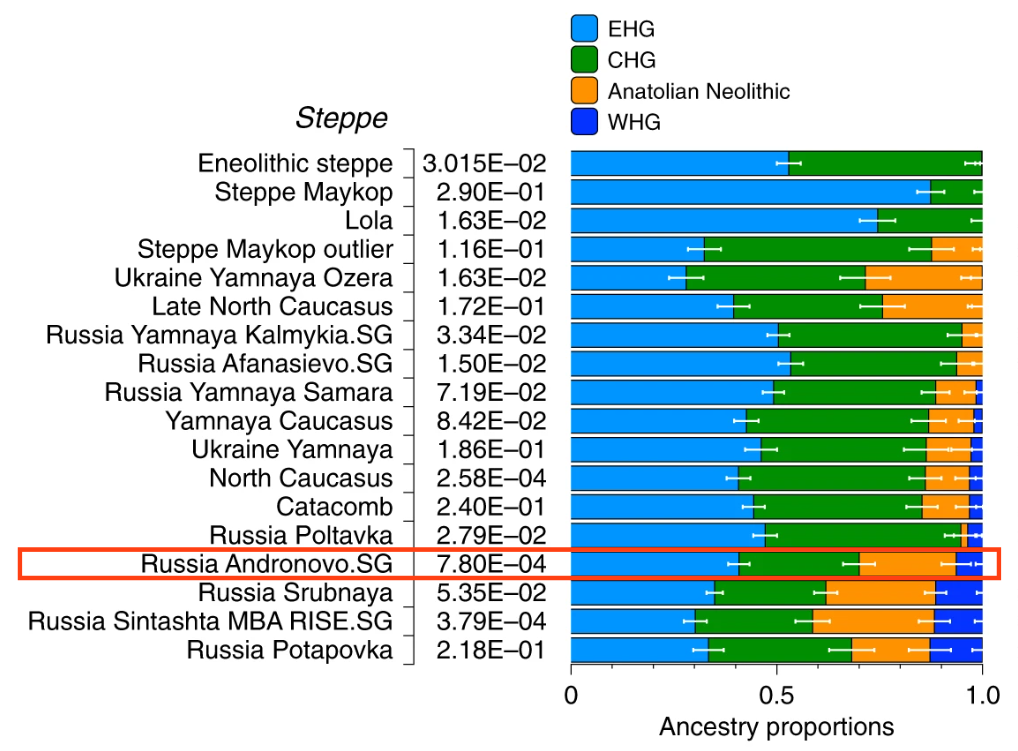
Пропорції змішання андронівських популяцій. Вони поєднували предків східні мисливці-збирачі (EHG), кавказькі мисливці-збирачі (CHG), Ранньоєвропейські землероби та західні мисливці-збирачі (WHG) ancestry.

Генетичне дослідження, опубліковане в Nature у травні 2018 року, досліджувало останки андронівської жінки, похованої близько 1200 р до н. е. Було встановлено, що вона є носієм материнської гаплогрупи U2e1h
.
У генетичному дослідженні, опублікованому в журналі Science у вересні 2019 року, було досліджено велику кількість решток з андронівського горизонту. 
Переважна більшість виділеної Y-ДНК належала до R1a1a1b або різних її субкладів (зокрема, R1a1a1b2a2a). 
Більшість зразків мтДНК належала до U, хоча траплялися й інші гаплогрупи. 
Люди андронівської культури виявилися тісно генетично пов'язаними з людьми культури шнурової кераміки, потапівської культури, Cинташтинської культури та зрубної культури. 
Було встановлено, що вони мають змішане походження від ямної культури та народів середнього неоліту Центральної Європи.

  
Було встановлено, що люди в північно-західних районах Андронівської культури "генетично в основному однорідні" і "генетично майже не відрізняються" від людей Синташтинської культури. 
Генетичні дані свідчать про те, що андронівська культура та її попередник Синташтинська культура зрештою походять від реміграції центральноєвропейських народів зі степовим походженням назад у степ
. 
Це, зокрема, визначається більшістю (n=12) R-Z93 SNPs.
Манджуша Чінталапаті, Нік Паттерсон і Прія Мурджані (у рецензованій статті від 18 липня 2022 року) за допомогою DATES (Distribution of Ancestry Tracts of Evolutionary Signals) підрахували, що генетичні характеристики, характерні для людей Андронівської культури, сформувалися приблизно за 900 років до появи цієї археологічної культури, близько 2900 року до н. е.
.

## Пояснення
1. ↑  Саріаніді стверджує, що «прямі археологічні дані з Бактрії та Маргіани показують без будь-якої тіні сумніву, що андронівські племена проникали в мінімальній мірі в Бактрію та Маргіанські оазиси».[53]
2. ↑  ""[М]асивний широколиций протоєвропеоїдний тип є ознакою постмаріупольських культур, Середнього Стогу, а також ямної культури лівобережжя Дніпра, Дінця та Дону... У період зрубної культури населення України було представлене середнім типом між доліхоцефальним вузьколицим населенням культури багатопружкової кераміки (Бабино) та більш масовим широколицим населенням зрубної культури Поволжя... Антропологічні дані підтверджують існування поштовху з Поволжя на територію України у формуванні культури зрубної кераміки. На білозерському етапі переважаючим стає доліхокранний вузьколиций тип. Виявлено близьку спорідненість черепів дерев'яної могили, білозерської та скіфської культур понтійських степів, з одного боку, і тих же культур лісостепового регіону, з іншого... Це доводить генетичну тяглість між іраномовним скіфським населенням та попереднім населенням зрубної культури на території України... Спадкоємицею неолітичних дніпро-донецької та середньостогівської культур стала ямно-гребінцева культура. Її населення мало виразні європеоїдні риси, було високим на зріст, з масивними черепами... Племена абашевської культури з'являються в лісостеповій зоні майже одночасно з полтавською культурою. Абашевці відзначаються доліхоцефалією та вузьким обличчям. Ця популяція сягає своїм корінням баланівської та фатьянівської культур на Середній Волзі, а також у Центральній Європі... [Населення ранньої культури зрубної могили (потапівської) було результатом змішання різних компонентів. Один тип був масовим, і його попередником був тип Ямно-Полтавкинської культури. Другий тип був долихоцефальним європеоїдним, генетично пов'язаним з синташтинською популяцією... Ще одним учасником етнокультурних процесів у степах були племена Покровського типу. Це були доліхоцефальні вузьколиці європеоїди, споріднені з абашевцями і відмінні від потаповців... Більшість черепів зрубної культури є доліхокранними з середньо-широким обличчям. Вони свідчать про значну роль ямного та полтавського компонентів у складі населення зрубної культури... Можна припустити генетичний зв'язок популяцій зрубної культури Уралу та алакульської культури Уралу і Західного Казахстану, що належать до доліхоцефалічного вузьколицевого типу, з населенням Синташтинської культури... [Західна частина населення андронівської культури належить до доліхокранного типу, спорідненого з зрубної населенням культури.[61]
3. ↑  "Євразійські степові кочівники саки не були іммігрантами з Близького Сходу, а прямими нащадками андроновців, а змішаний характер індоіранськомовного населення Ірану та Індії є результатом поширення нового населення серед аборигенів, з якими, ймовірно, слід пов'язувати нову мову. Цей висновок підтверджується свідченнями індоіранської традиції. Арії в Авесті — це високі, світлошкірі люди зі світлим волоссям; їхні жінки були світлоокі, з довгими світлими косами... У Рігведі світла шкіра, поряд з мовою, є головною ознакою аріїв, що відрізняє їх від аборигенів даша-дасью - темношкірого, маленького народу, який розмовляв іншою мовою і не вірив у ведичних богів... Колір шкіри був основою соціального поділу ведичних аріїв, їхнє суспільство поділялося на соціальні групи варни, буквально "колір". Варна арійських жерців (брахманів) і воїнів (кшатріїв або раджанів) протиставлялася варні аборигенів дасів, яких називали "чорношкірими"..."[62]
4. ↑  "Європейські культури пізнього неоліту та бронзової доби, такі як культури шнурової кераміки, дзвоноподібних келихів, енеоліту та скандинавські культури, генетично дуже схожі між собою... Близька спорідненість, яку ми спостерігаємо між народами культур шнурової кераміки та синташтинської культури, вказує на схожі генетичні джерела цих двох культур... Серед європейців бронзової доби найвища частота толерантності до лактози була виявлена в культурі шнурової кераміки та близьких до неї скандинавських культурах бронзової доби. Андронівська культура, що виникла в Центральній Азії в пізньому бронзовому віці, генетично тісно пов'язана з синташтинськими народами і чітко відрізняється від Ямної та Афанасьєвської культури. Таким чином, Андронівська культура є часовим і географічним продовженням генофонду Синташтинської культури, оскільки існує багато подібностей між ритуалами Синташти/Андроново і ритуалами, описаними в Ріг-Веді, і ці подібності простягаються навіть до північної бронзової доби.."[64]
5. ↑  "Ми спостерігали основний кластер синташтинських індивідів, який був схожий на Зрубний, Потапівський та Андронівський і добре моделювався як суміш предків, пов'язаних з Ямною культурою та анатолійським неолітом (пов'язаних з європейськими землеробами)".[49]
6. ↑  "Генетичний аналіз показує, що особини в нашому дослідженні, класифіковані як такі, що належать до Андронівського комплексу, генетично подібні до основних кластерів Потапівської, Синташтинської та Зрубної культур і добре моделюються як суміш предків, пов'язаних з Ямною та ранньоєвропейськими землеробами, або предків, пов'язаних з анатолійськими землеробами."[49]
7. ↑  "Багато зразків з цієї групи — це особини, поховані разом з артефактами комплексів Шнурової, Зрубної, Петрівської, Синташтинської та Андронівської культур, які містять суміш предків Степу_EMBA та предків європейських середньонеолітичних землеробів (Європа_МН). Це узгоджується з попередніми висновками, які показують, що після руху східноєвропейського населення на захід і змішання з місцевими європейськими землеробами, відбулася східна реміграція назад за Урал."[49]